# Agano (incrociatore)
L'Agano (阿賀野?) fu un incrociatore leggero della marina imperiale giapponese, capoclasse della classe Agano; il nome, in ossequio alle convenzioni navali giapponesi dell'epoca, deriva dal fiume Agano che scorre attraverso le prefetture di Fukushima e Niigata. Entrata in servizio nel 1942, partecipò alla seconda guerra mondiale sul fronte del Pacifico fino al suo affondamento, da parte del sottomarino classe Balao della US Navy USS Skate, nel febbraio 1944.

## Storia del progetto
Nel corso degli anni trenta i vertici della Marina imperiale giapponese espressero l'esigenza di sostituire le vecchie classi di incrociatori leggeri, oramai considerate obsolete, costruiti subito dopo il termine della prima guerra mondiale. Le unità delle nuove classi destinate al ruolo di caccia-conduttori, ovvero al comando in mare di una squadriglia di cacciatorpediniere o sommergibili, dovevano rispondere ad alcuni requisiti fondamentali come un'elevata velocità a scapito di una corazzatura leggera: tra queste venne pianificata la classe Agano.

## Impiego operativo
La Agano, unità capoclasse, venne completata il 31 ottobre 1942 nell'Arsenale navale Sasebo, quindi originariamente assegnato al 10º Squadrone incrociatori della Terza flotta giapponese. Il 16 dicembre 1942 la Agano iniziò la sua prima missione operativa in ambito bellico raggiungendo il convoglio, composto dalla portaerei Jun'yo ed altre unità minori per scortare truppe verso Wewak e Madang in Nuova Guinea.
La Agano venne coinvolta nella successiva evacuazione delle truppe giapponesi da Guadalcanal, dopo di che fece ritornò a terra per essere oggetto di ulteriori piccole modifiche e riparazioni, prima di essere destinata, assieme ad altre più potenti unità della flotta combinata, ad un'operazione di contrattacco contro le forze statunitensi che erano sbarcate sull'isola di Attu, nelle Aleutine. Tuttavia, dato che al momento della sua costituzione gli statunitensi erano riusciti a conquistare l'isola, il convoglio non era più necessario.
Nel giugno 1943, la Agano si trasferì all'Arsenale navale Kure per un aggiornamento, compreso l'adozione di un radar da ricerca aerea Type 21 e dieci cannoni contraerei Type 96 calibro 25 mm due in configurazione binata e due trinata che si aggiunsero alle due originarie postazioni trinate per un totale di 16 pezzi. Dopo i lavori di ammodernamento ed il passaggio nel bacino di carenaggio la Agano riprese il mare con destinazione l'isola di Truk, nelle isole Caroline unendosi ad una consistente parte della flotta giapponese. Nonostante i numerosi rilevamenti da parte dei sommergibili statunitensi e un attacco alla portaerei Zuiho, la Agano riuscì a raggiungere Truk senza inconvenienti dove iniziò ad imbarcare truppe da trasportare a Rabaul.
La Agano uscì con la flotta per cercare di intercettare le forze di incursione americane vicino Eniwetok nel settembre 1943, ma non riuscì a mettersi in contatto. Anche un altro tentativo di intercettare gli statunitensi nel mese di ottobre fu un ulteriore fallimento. Tuttavia, il 2 novembre 1943, mentre una parte della flotta sosteneva la difesa di Rabaul, la Agano partecipò ad una grande azione (la Battaglia della baia dell'imperatrice Augusta) contro le unità americane in cui l'incrociatore Sendai e il cacciatorpediniere Hatsukaze vennero entrambi affondati. Tre giorni dopo, di ritorno in porto a Rabaul, la Agano venne mancata per poco da un raid aereo statunitense lanciato dalla USS Saratoga e USS Princeton, subì danni lievi e un membro dell'equipaggio fu ucciso. In seguito, la flotta venne inviata per impegnare le forze americane, ma questa azione venne annullata e la flotta tornò a Rabaul, era il 7 novembre 1943.
Nel porto di Rabaul, un siluro Mk 13, lanciato da un aerosilurante Grumman TBF Avenger durante un altro attacco aereo statunitense, colpì la Agano a poppa, causando gravi danni e il ferimento del contrammiraglio Morikazu Ōsugi. Il giorno dopo, con tre altre navi, la Agano salpò alla volta di Truk, ma lungo la strada fu silurata dal sommergibile statunitense USS Scamp. L'altro battello USS Albacore tentò a sua volta l'attacco, ma venne tenuto a distanza dallo sbarramento di bombe di profondità giapponesi. La Agano venne presa a rimorchio dalla sua nave gemella, l'incrociatore Noshiro, e rientrò a Truk il 16 novembre 1943.
Dopo tre mesi di riparazioni affrettate, la Agano fu in grado di operare su due delle sue quattro eliche e salpò da Truk il 15 febbraio 1944 per le isole giapponesi dove doveva essere adeguatamente riparata. Scortata dal cacciatorpediniere Oite, si trovava a solo 260 km a nord di Truk quando venne colpita da due siluri dal sottomarino USS Skate, che fecero incendiare la nave. Del suo equipaggio di 726 uomini, 523 sopravvissuti sono stati salvati dall'Oite e alle 5:17 del mattino successivo, la Agano affondò alle seguenti coordinate 10°11′N 151°42′E.
Durante il ritorno a Truk, l'Oite venne affondato da aerosiluranti Grumman TBF Avenger nel corso dell'Operazione Hailstone, portando con sé tutti gli uomini del suo equipaggio tranne 20. Tutti i membri dell'equipaggio della Agano salvati precedentemente morirono anch'essi. La Agano venne radiata dai ruoli della marina il 31 marzo 1944.